# John Horgan (Politiker, 1940)
John S. Horgan (* 26. Oktober 1940 in Tralee, County Kerry) ist ein irischer Journalist und Politiker der Irish Labour Party. Er war ein Enkel des Politikers John Joseph Horgan.

## Biografie
Horgan studierte am University College Dublin und promovierte sich dort mit einer Arbeit über Séan Lemass.
Seine journalistische Laufbahn begann 1962 bei der Evening Press. Er wechselte dann zum Catholic Herald und zur Irish Times. Dort schrieb er im wesentlich über religiöse Themen und Bildung.
Auf der Liste der National University of Ireland zog er 1969 in den Seanad Éireann ein. Diesen Sitz konnte er bis 1977 halten. Im Juni 1977 wurde er im Wahlkreis Dublin County South für die Irish Labour Party in den Dáil Éireann gewählt. Bei den folgenden Wahlen war er jedoch nicht mehr erfolgreich. Als 1981 John O’Connell sich aus dem Europäischen Parlament zurückzog, nahm er am 21. Oktober 1981 dessen Sitz ein. Als Horgan Hochschullehrer werden konnte, schied er im März 1983 aus dem Europäischen Parlament aus.
1983 wurde er Hochschullehrer für Journalismus am National Institute for Higher Education, eine Einrichtung, die später in der Dublin City University aufging. 2006 trat er in den Ruhestand. Ab 2007 nahm er die Funktion eines Ombudsmanns für den irischen Presserat wahr. 2014 zog er sich altersbedingt zurück.

## Privates
Horgan ist mit Mary Jones verheiratet, mit der er fünf Kinder hat.